# Garfield Originals
Garfield Originals es una serie corta animada de televisión generada en 2D creada for Jim Davis y Philippe Vidal. La serie se estrenó en Francia el 6 de diciembre del 2019, en France 3 y Okoo; también está disponible en France.tv (una plataforma de streaming disponible solo en Francia). A diferencia de las dos series anteriores, no tiene diálogo.El show está dirigido por Philippe Vidal.
Es la tercera serie basada en la tira cómica de Garfield, la primera siendo Garfield y sus amigos, y la segunda siendo El show de Garfield. También hay una cuarta serie anunciada de Nickelodeon que va a transmitir pronto.

## Personajes

### Personajes principales
- Garfield: El protagonista principal de la serie. Es un gato gordo y es muy conocido por su amor de la lasaña y el odio de los lunes. Su mejor amigo es Odie, duerme con Pooky y tiene un amor con Arlene.
- Odie: Es el cachorro amigo de Garfield y el deuteragonista de la serie. Aunque no tiene novia a diferencia de Garfield y Jon Arbuckle en la tira cómica, Garfield y sus amigos y esta serie, en la primera temporada de la serie anterior, tenía interés romántico en una caniche negra.
- Jon Arbuckle: Es el dueño de Garfield y Odie y el tritagonista de la serie.

### Personajes secundarios
- Nermal: Es el gato gris molesto de Garfield.
- Arlene: Es la gata rosa y la novia de Garfield.
- Pooky: Es el oso de peluche de Garfield y Garfield siempre le ama tanto y duerme con el.
- Herman Post: Es el cartero que Garfield siempre le molesta y siempre rechaza mandar a Nermal a Abu Dhabi.
- Liz Wilson: Es la veterinaria de Garfield y Odie y la novia de Jon Arbuckle.

### Personajes menores
- Ratón sin nombre: Es un ratón que vive en la casa de Jon. Aunque no tiene nombre, el ratón posiblemente sería Squeak, que apareció en la serie anterior y la tira cómica o Floyd, que apareció en la serie de los 80.
- Conejo sin nombre: Es un personaje que Liz Wilson lo encontró en la boca de Odie en el episodio Mind The Vet!.
- Perro grande sin nombre: Es un personaje menor que Garfield lo molesto en el episodio Big Dog.

## Episodios

### Temporada 1 (2019-2020)
1. Burping Madness, 6 de diciembre del 2019
2. Can't Sleep!, 6 de diciembre del 2019
3. Meal Time!, 6 de diciembre del 2019
4. Tricking Nermal, 6 de diciembre del 2019
5. Pet Door, 6 de diciembre del 2019
6. Pumpkin Trouble, 6 de diciembre del 2019
7. Treadmeal Trouble, 6 de diciembre del 2019
8. Waking Jon!, 6 de diciembre del 2019
9. Mice Phobia, 6 de diciembre del 2019
10. Chair Mayhem, 6 de diciembre del 2019
11. Sweet Arlene, 6 de diciembre del 2019
12. Up a Tree, 6 de diciembre del 2019
13. Did You Say Cake?, 17 de junio del 2020
14. Mosquito, 17 de junio del 2020
15. Mind the Vet!, 17 de junio del 2020
16. Big Dog, 17 de junio del 2020
17. Spider Wars, 17 de junio del 2020
18. Donuts Mania, 17 de junio del 2020
19. Beach Boogie, 17 de junio del 2020
20. Mailman!, 17 de junio del 2020
21. Sleepwalk!, 17 de junio del 2020
22. Scratching!, 17 de junio del 2020
23. Bouncing Ball, 17 de junio del 2020
24. Pookie Time, 17 de junio del 2020

## Reparto
- Garfield: Gérard Surugue
- Jon Arbuckle: Bruno Choel
- Odie: Gregg Berger
- Arlene y Liz Wilson: Véronique Soufflet

## Estructura
La serie está compuesta por 120 cortometrajes de treinta segundos. Cinco cortometrajes se dividirán en dos segmentos. Doce segmentos están disponibles ahora en el sitio web de France TV. A partir de octubre de 2021, algunos de los cortometrajes ya están disponibles en el sitio web de Nickelodeon.

## Producción
MadLab Productions, creado por Ankama Animations y Ellipsanime Productions, es el estudió de animación del programa.